# Naturpark Åmosen
Naturpark Åmosen på Vestsjælland har et arel på ca. 8500 ha, og strækker sig fra Storebælt og Kalundborg til Store Åmose ved Stenlille og Sorø. Den blev oprettet  25. april 2014 som Damarks første naturpark, efter at Friluftsrådet havde arbejdet med en række pilotprojekter under konceptet Danske Naturparker. I Naturpark Åmosen ligger formidlingscenteret Tissø Vikingecenter, der ligger vest for Tissø. Der er desuden flere spor og parkeringsplads anlagt fra og ved bålhytten på Maglemosevej.
Naturparken ligger omkring Tissø på Vestsjælland med Åmosen, som den har navn efter nord og øst for søen; Syd for Tissø er Bøstrup Mose og områder omkring Bøstrup Å en del af naturparken, ligesom en korridor langs Tissøs afløb,  Halleby Å ned til  den fredede
brakvandssø Flasken, ved åens udløb i Jammerland Bugt.
En stor del af det ca.  3.300 ha store Natura 2000- og  habitatområde 157 Åmose, Tissø, Halleby Å og Flasken er sammenfaldende med naturparken 